# Miriam Shor
Miriam Shor (Mineápolis, 25 de julio de 1971) es una actriz estadounidense, reconocida por su trabajo en el musical Hedwig and the Angry Inch y en la adaptación cinematográfica de 2001 del mismo nombre. Ha aparecido además en una variedad de producciones para televisión como Swingtown (2008), GCB (2012) y Younger (2015).

## Filmografía

### Cine
| Año  | Título                    | Papel            | Notas |
| ---- | ------------------------- | ---------------- | ----- |
| 1999 | Entropy                   |                  |       |
| 1999 | Flushed                   | Stephanie        |       |
| 1999 | Let It Snow               | Beth             |       |
| 2000 | Bedazzled                 | Carol            |       |
| 2001 | Hedwig and the Angry Inch | Yitzhak          |       |
| 2002 | Set Set Spike             | Madre            |       |
| 2003 | Second Born               | Laura            |       |
| 2004 | LBS                       | Lara Griffin     |       |
| 2005 | Pizza                     | Vanessa          |       |
| 2006 | Shortbus                  | Cheryl           |       |
| 2007 | The Cake Eaters           | Stephanie        |       |
| 2008 | Puppy Love                | Anne             |       |
| 2012 | That's What She Said      | Rhoda            |       |
| 2014 | 5 Flights Up              |                  |       |
| 2015 | Puerto Ricans in Paris    | Sargento Nora    |       |
| 2018 | Before/During/After       | Irene            |       |
| 2020 | Lost Girls                | Lorraine         |       |
| 2020 | The Midnight Sky          |                  |       |
| 2021 | Magic Hour                | Harriet Peterson |       |
| 2023 | American Fiction          | Paula Bateman    |       |

### Televisión
| Año        | Título                       | Papel                 | Notas             |
| ---------- | ---------------------------- | --------------------- | ----------------- |
| 2000       | Becker                       | Rosie                 | 1 episodio        |
| 2000       | Then Came You                | Cheryl Sominsky       | 10 episodios      |
| 2001       | Deadline                     | Rachel Blake          | 1 episodio        |
| 2001–2002  | Inside Schwartz              | Julie Hermann         | 11 episodios      |
| 2004       | Married to the Kellys        | Justin                | 1 episodio        |
| 2005       | The West Wing                | Christine             | 1 episodio        |
| 2006       | My Name Is Earl              | Gwen Waters           | 1 episodio        |
| 2006–2007  | Big Day                      | Becca                 | 12 episodios      |
| 2007       | Law & Order: Criminal Intent | Rebecca Slater        | 1 episodio        |
| 2008       | Swingtown                    | Janet Thompson        | 13 episodios      |
| 2009       | Bored to Death               | Bonnie                | 1 episodio        |
| 2007–2010  | Damages                      | Carrie Parsons        | 5 episodios       |
| 2011       | Mildred Pierce               | Anna                  | 4 episodios       |
| 2012       | GCB                          | Cricket Caruth-Reilly | 10 episodios      |
| 2012, 2016 | Royal Pains                  | Fannie Todd           | 2 episodios       |
| 2012–2014  | The Good Wife                | Mandy Post            | 6 episodios       |
| 2015–2021  | Younger                      | Diana Trout           | Reparto principal |
| 2015       | Jessica Jones                | Alisa Jones           | 1 episodio        |
| 2016       | Elementary                   | Jennifer Bader        | 1 episodio        |
| 2017       | Broad City                   | Crying Neighbor       | 1 episodio        |
| 2016-2018  | High Maintenance             | Renee                 | 2 episodios       |
| 2018       | The Americans                | Erica Haskard         | 6 episodios       |
| 2020       | Mrs. America                 | Natalie Gittelson     | 1 episodio        |